# قمة مجموعة دول السبع ال48 (2022)

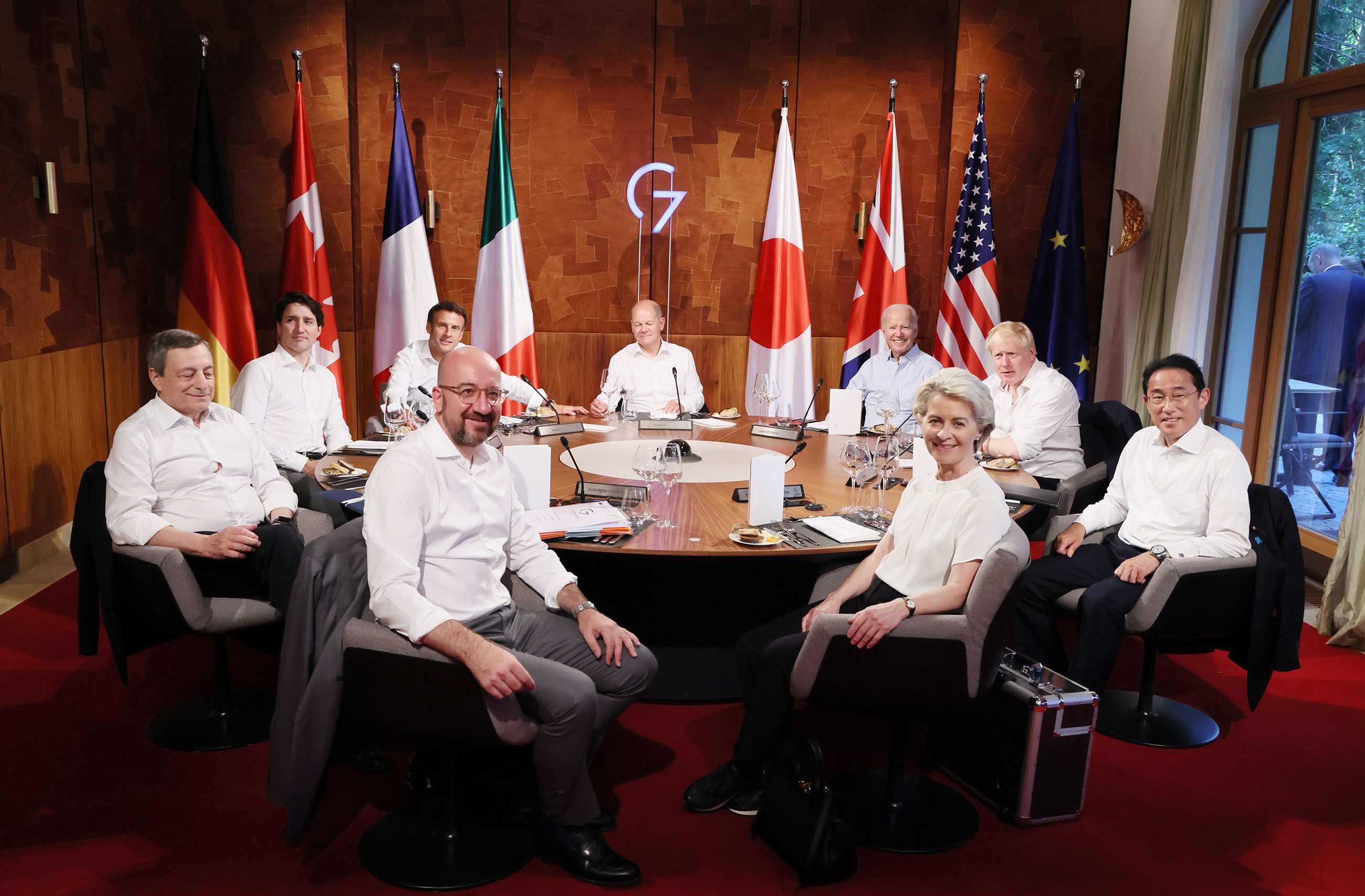
اعضاء مجموعة السبع G7 (26 يونيو 2022)

عقدت قمة G7 الثامنة والأربعين في الفترة من 26 إلى 28 يونيو 2022 في شلوس إلماو، كرون، جبال الألب البافارية، ألمانيا. استضافت ألمانيا سابقًا قمة G7 في عام 2015 في قصر إلماو في بافاريا.

## القادة في القمة
كانت قمة 2022 هي القمة الأولى للمستشار الألماني أولاف شولتز ورئيس الوزراء الياباني فوميو كيشيدا.

### المشاركون والممثلون
| الاعضاء          | الاعضاء                               | ممثل الدولة                        | المنصب          |
| ---------------- | ------------------------------------- | ---------------------------------- | --------------- |
| كندا             | كندا                                  | جاستن ترودو                        | رئيس الوزراء    |
| فرنسا            | فرنسا                                 | إيمانويل ماكرون                    | الرئيس          |
| ألمانيا          | ألمانيا (المستضيف)                    | أولاف شولتس                        | المستشار        |
| إيطاليا          | إيطاليا                               | ماريو دراجي                        | رئيس الوزراء    |
| اليابان          | اليابان                               | فوميو كيشيدا                       | رئيس الوزراء    |
| المملكة المتحدة  | المملكة المتحدة                       | بوريس جونسون                       | رئيس الوزراء    |
| الولايات المتحدة | الولايات المتحدة                      | جو بايدن                           | الرئيس          |
| الاتحاد الأوروبي | الاتحاد الأوروبي                      | أورسولا فون دير لاين               | رئيس المفوضية   |
| الاتحاد الأوروبي | الاتحاد الأوروبي                      | شارل ميشيل                         | رئيس المجلس     |
| المدعوون         |                                       |                                    |                 |
| الدول المدعوة    | الدول المدعوة                         | ممثل الدولة                        | المنصب          |
| الأرجنتين        | الأرجنتين                             | ألبرتو فرنانديز                    | الرئيس          |
| الهند            | الهند                                 | ناريندرا مودي                      | رئيس الوزراء    |
| إندونيسيا        | إندونيسيا                             | جوكو ويدودو                        | الرئيس          |
| السنغال          | السنغال                               | ماكي سال                           | الرئيس          |
| جنوب إفريقيا     | جنوب إفريقيا                          | سيريل رامافوزا                     | الرئيس          |
| أوكرانيا         | أوكرانيا                              | فولوديمير زيلينسكي (شارك افتراضياً) | الرئيس          |
|                  | المجلس الاستشاري للمساواة بين الجنسين | جوتا ألميندير                      | رئيس المجلس     |
|                  | الوكالة الدولية للطاقة                | فاتح بيرول                         | الرئيس التنفيذي |
|                  | منظمة العمل الدولية                   | قاي رايدر (شارك افتراضياً)          | المدير العام    |
|                  | صندوق النقد الدولي                    | كريستينا جورجيفا                   | الرئيس التنفيذي |
|                  | منظمة التعاون الاقتصادي والتنمية      | ماتياس كورمان                      | الأمين العام    |
| الأمم المتحدة    | الأمم المتحدة                         | أنطونيو غوتيريش (شارك افتراضياً)    | الأمين العام    |
|                  | البنك الدولي                          | ديفيد مالباس                       | الرئيس          |
|                  | منظمة الصحة العالمية                  | تيدروس أدهانوم غيبريسوس            | المدير العام    |
|                  | منظمة التجارة العالمية                | نجوزي أوكونجو إيويالا              | المدير العام    |

## صور القادة المشاركين

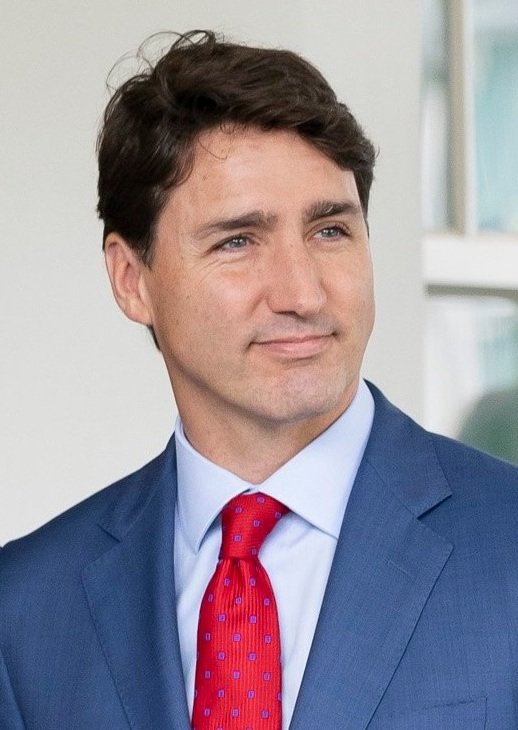
كنداJustin Trudeau,Prime Minister
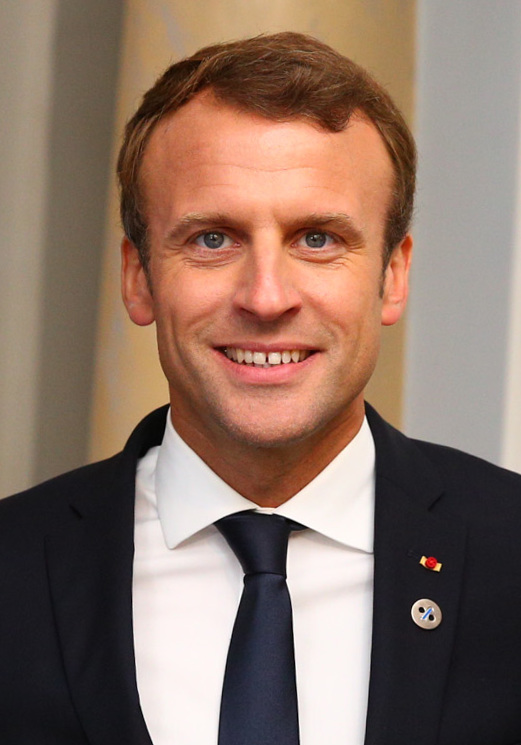
فرنساEmmanuel Macron,President
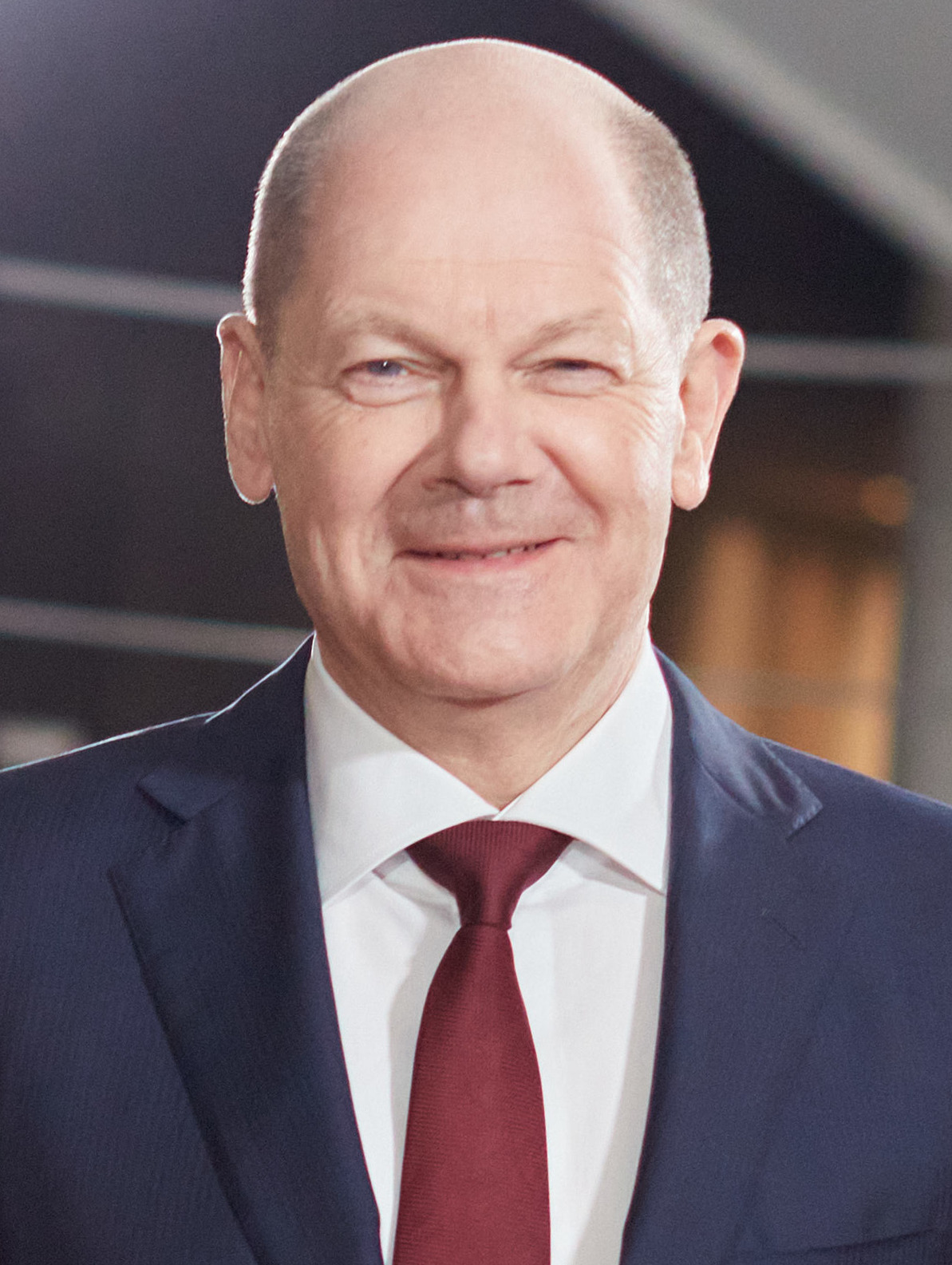
ألمانياأولاف شولتس,المستشار الألماني (البلد المضيف)
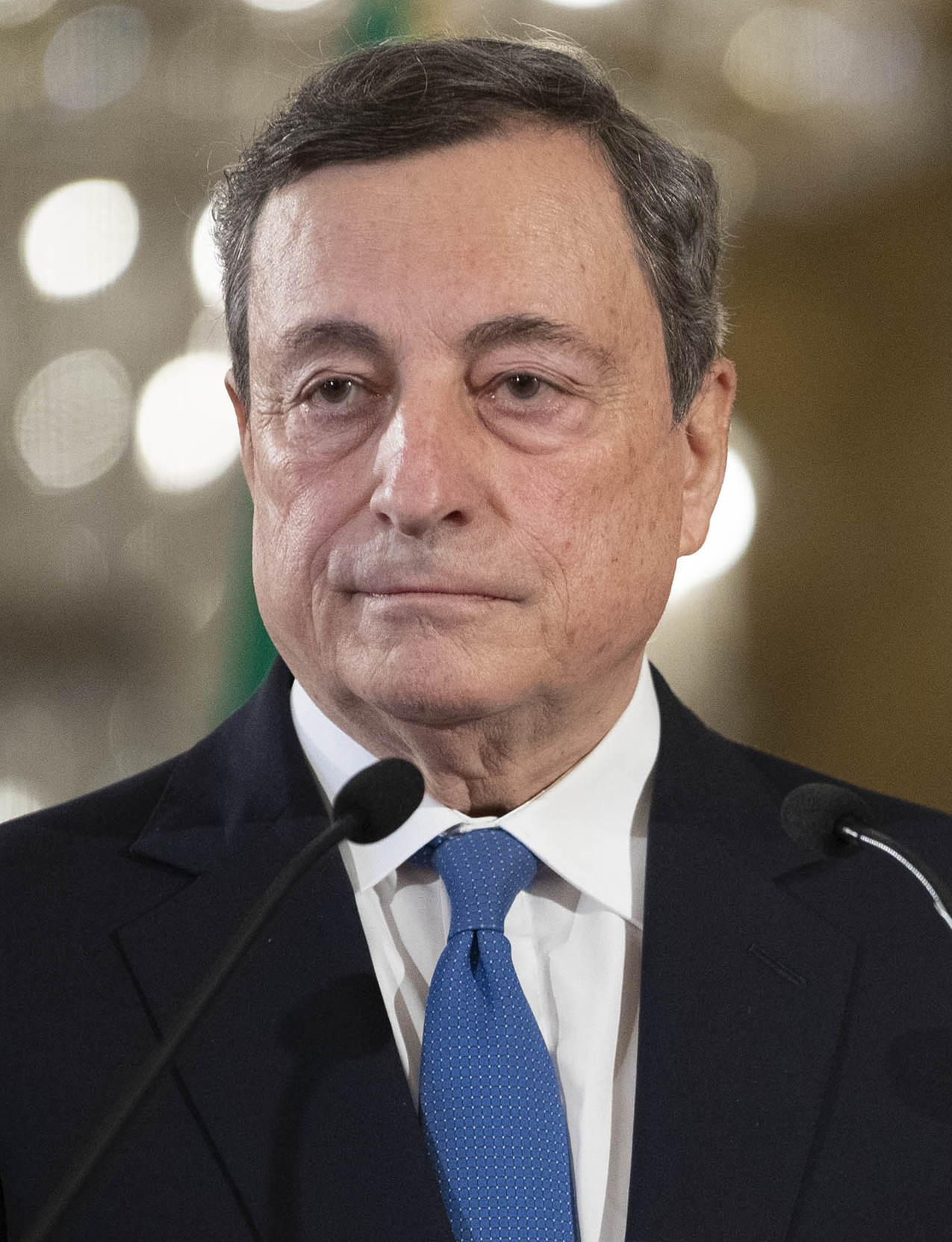
إيطالياماريو دراجي,Prime Minister
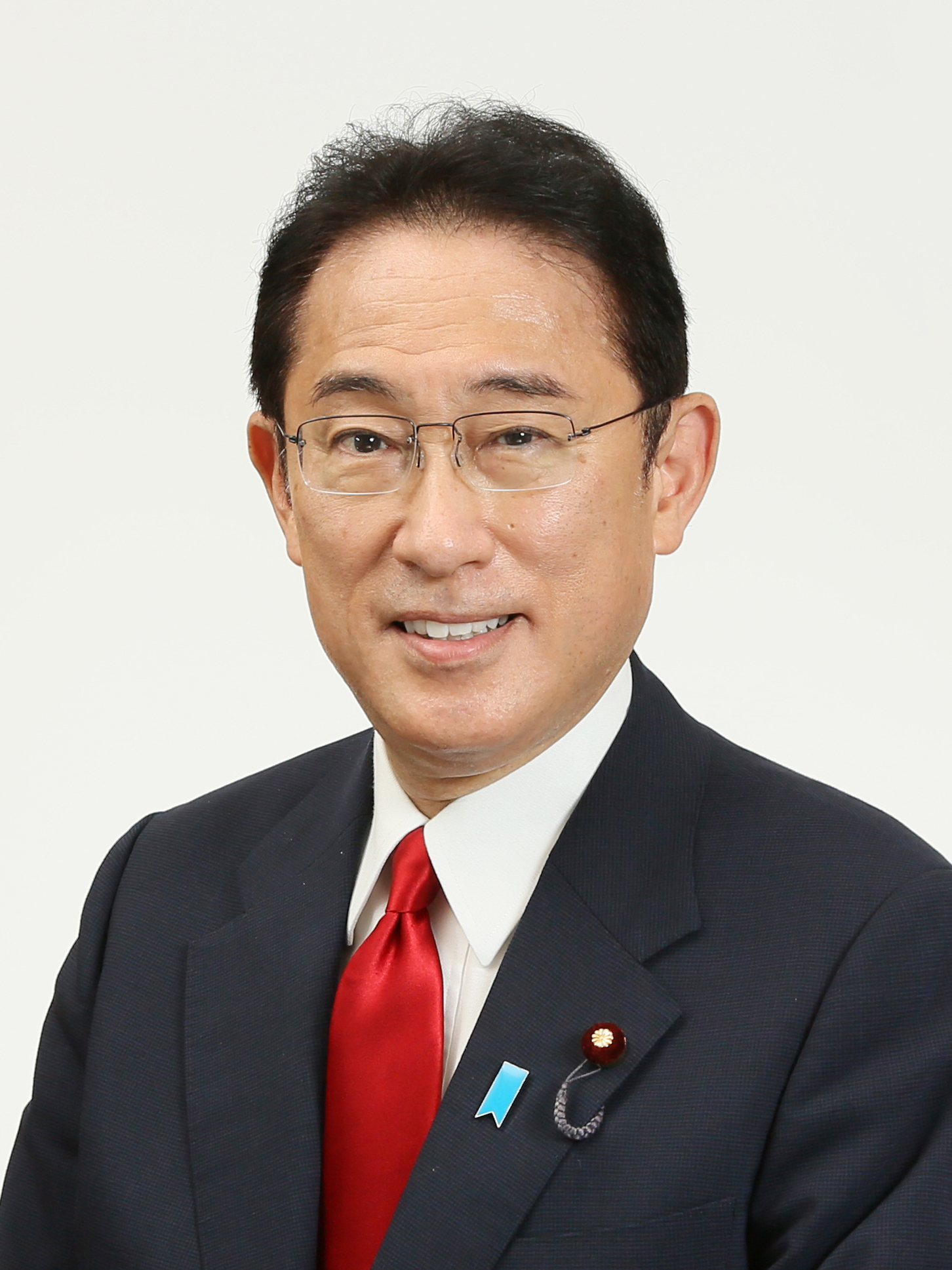
اليابانفوميو كيشيدا,Prime Minister
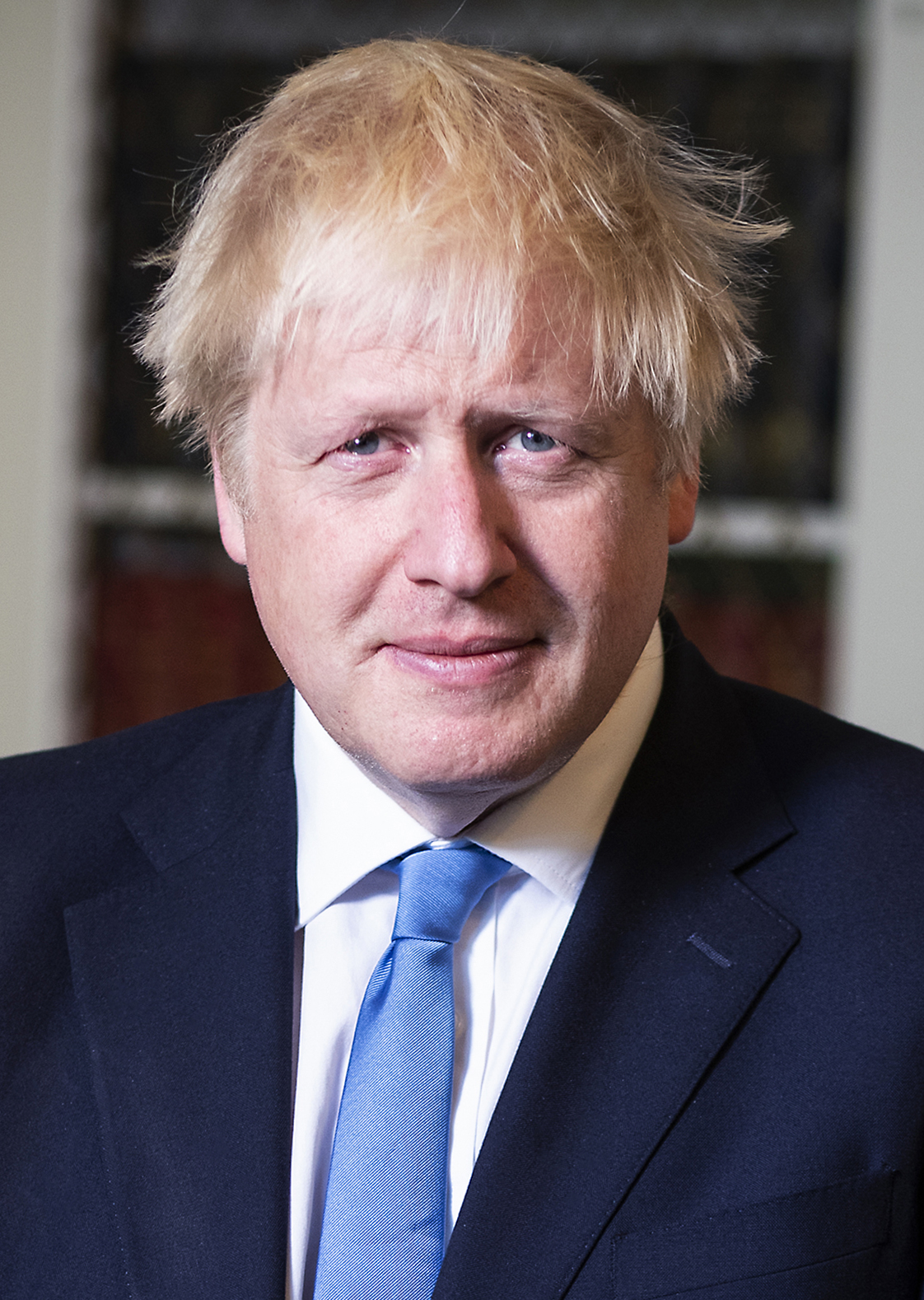
المملكة المتحدةبوريس جونسون,Prime Minister
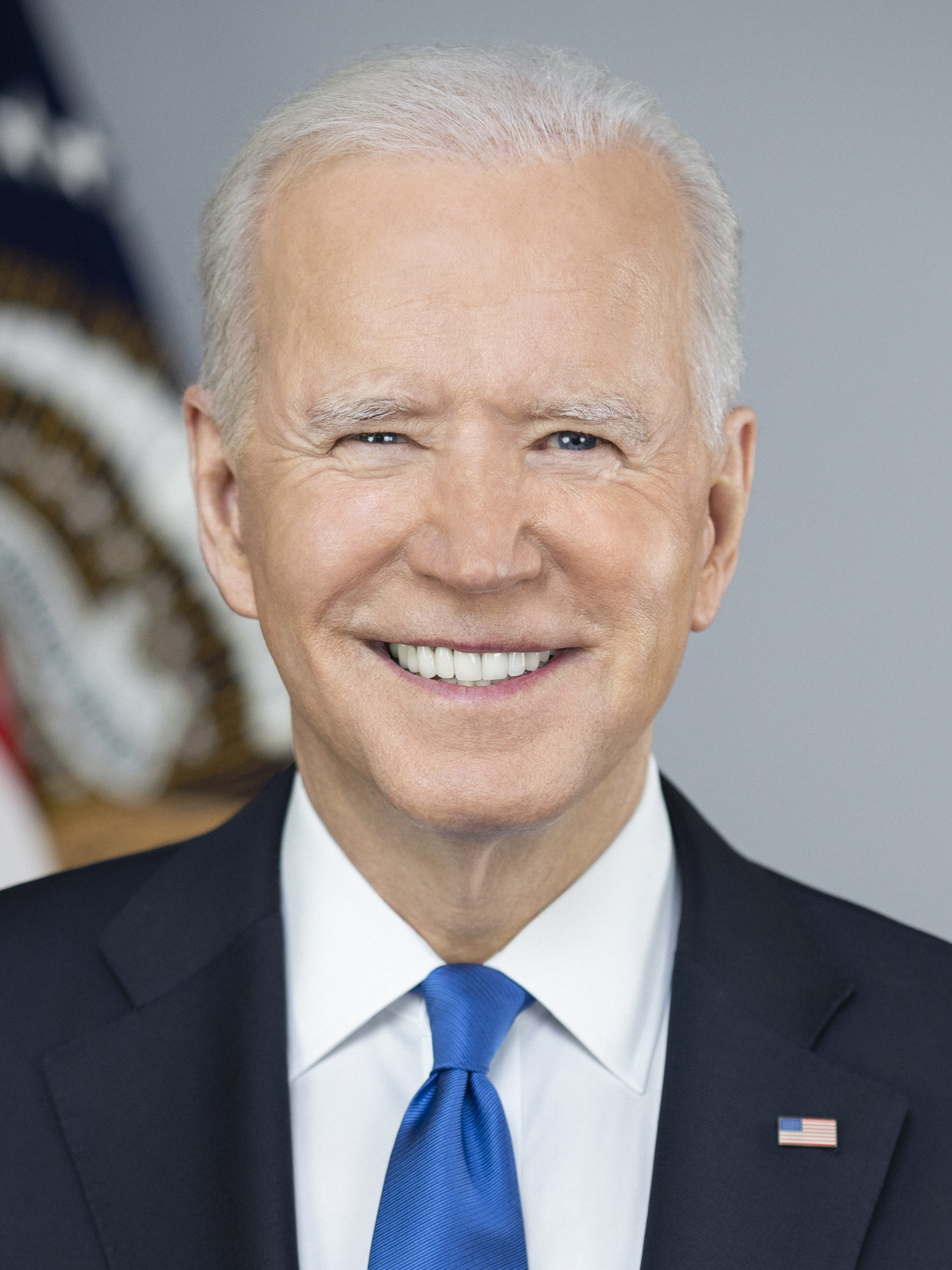
الولايات المتحدةجو بايدن,President

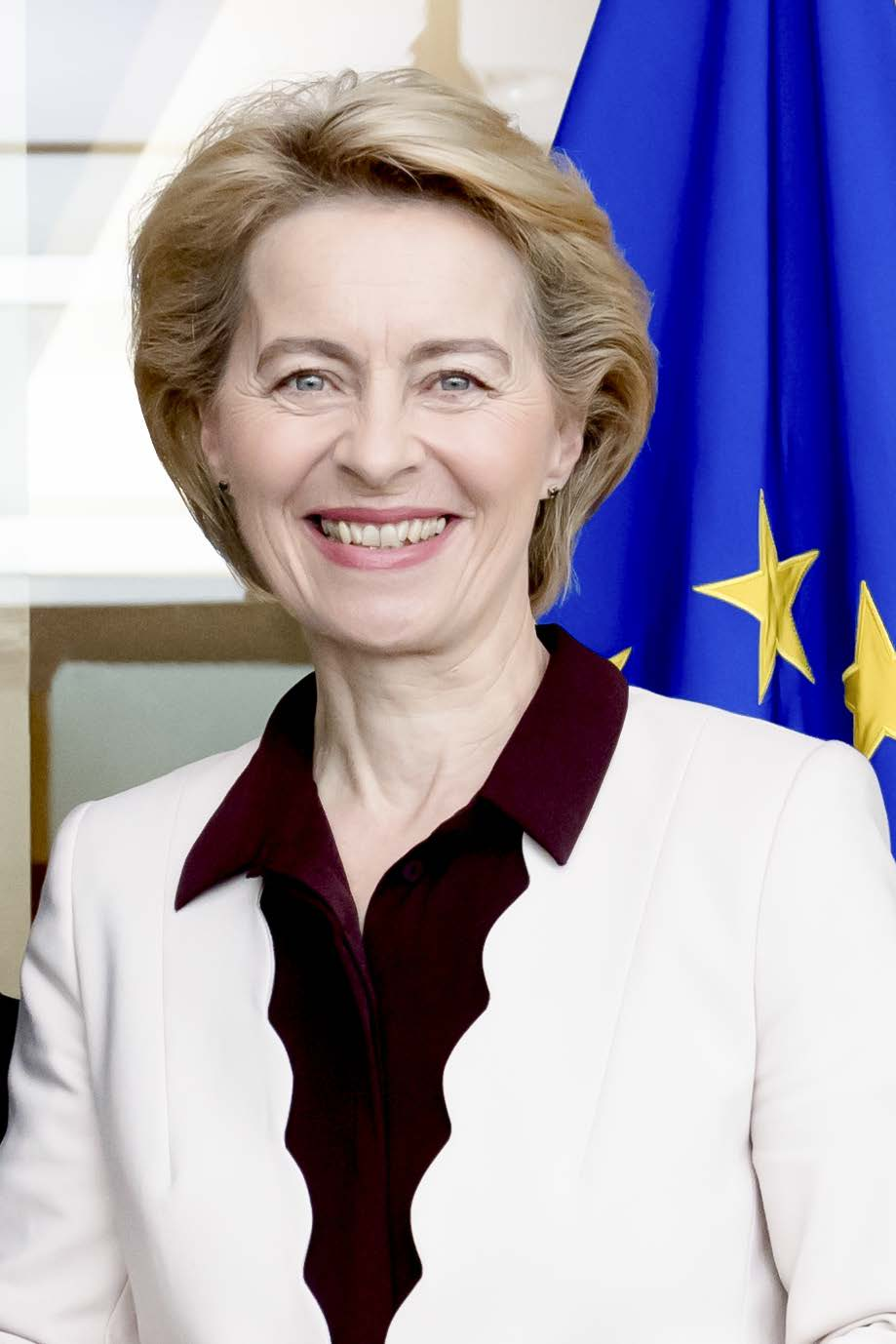
الاتحاد الأوروبيأورسولا فون دير لاين,President of the European Commission
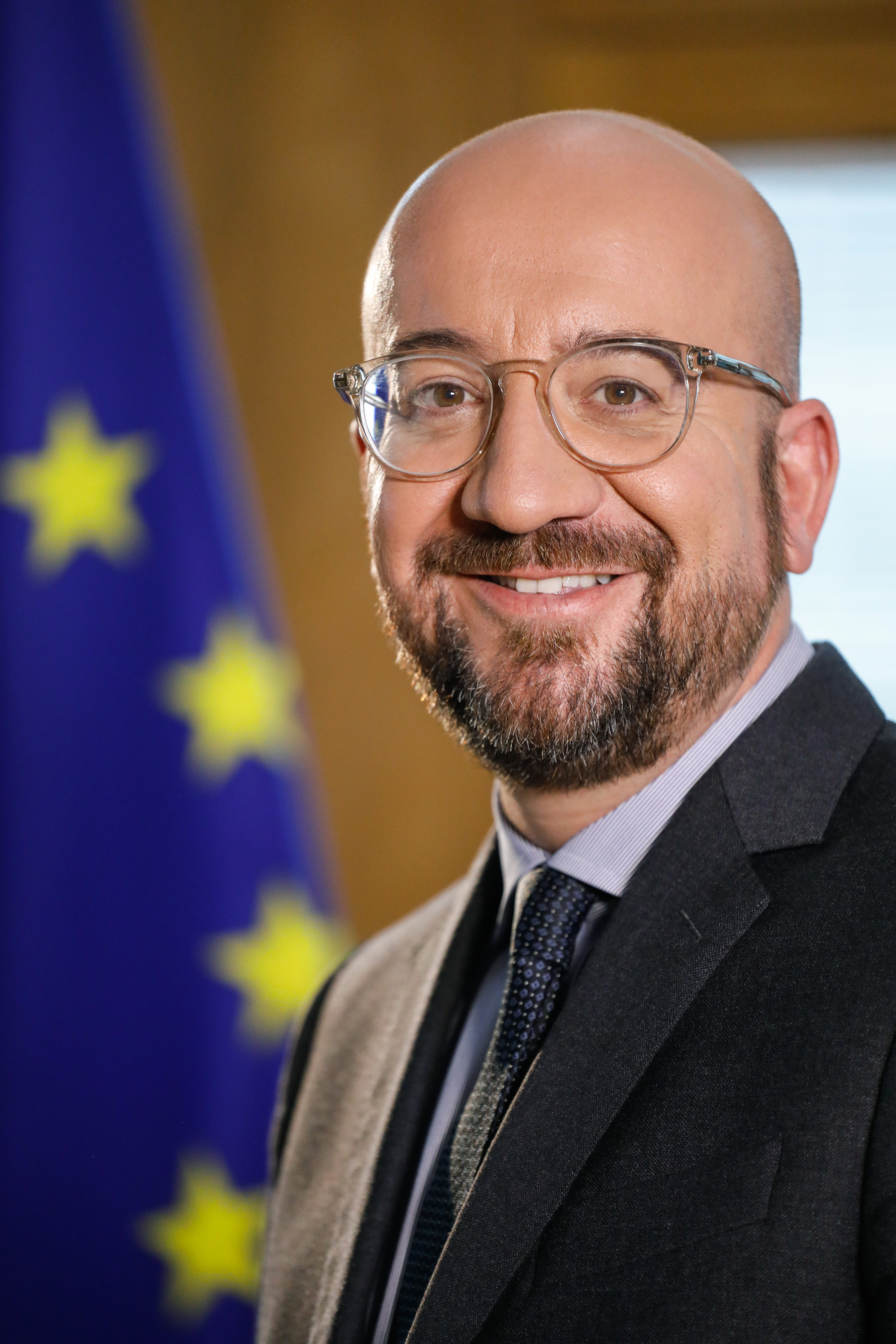
الاتحاد الأوروبيشارل ميشيل,رئيس المجلس الأوروبي

### الضيوف المدعوين

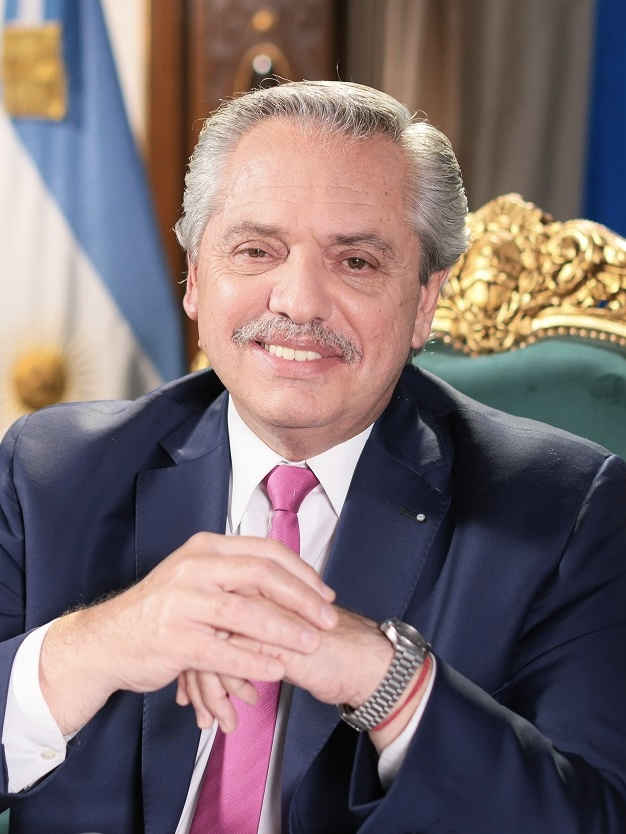
' ألبرتو فرنانديز، President
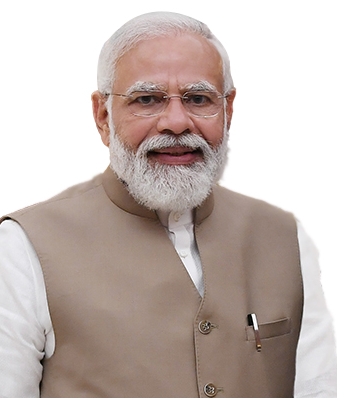
' ناريندرا مودي، Prime Minister
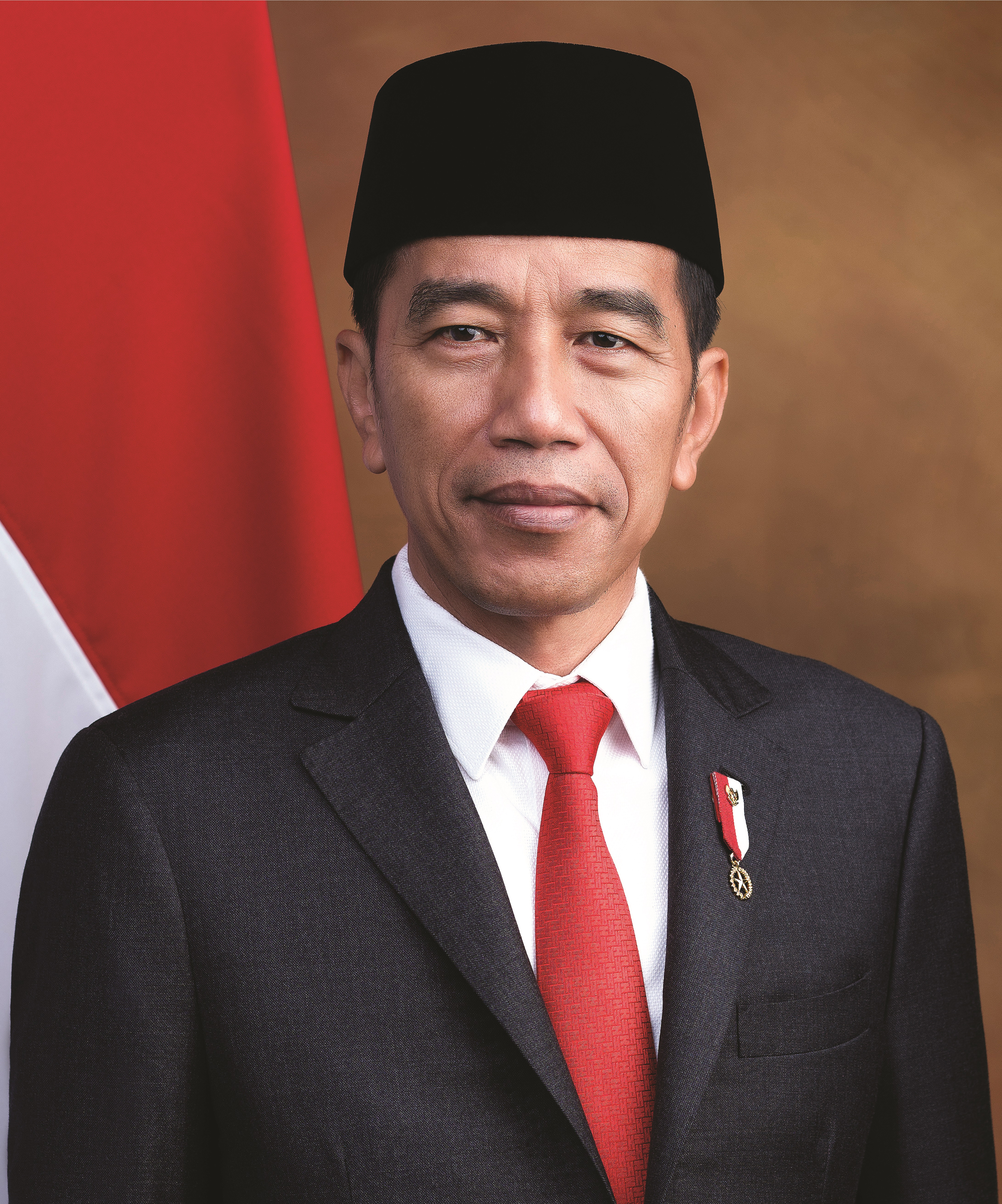
' جوكو ويدودو، President
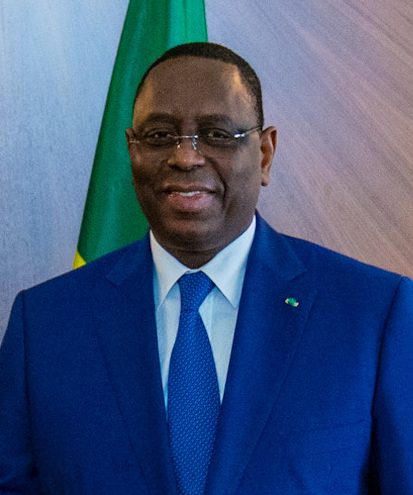
' ماكي سال، قائمة رؤساء السنغال
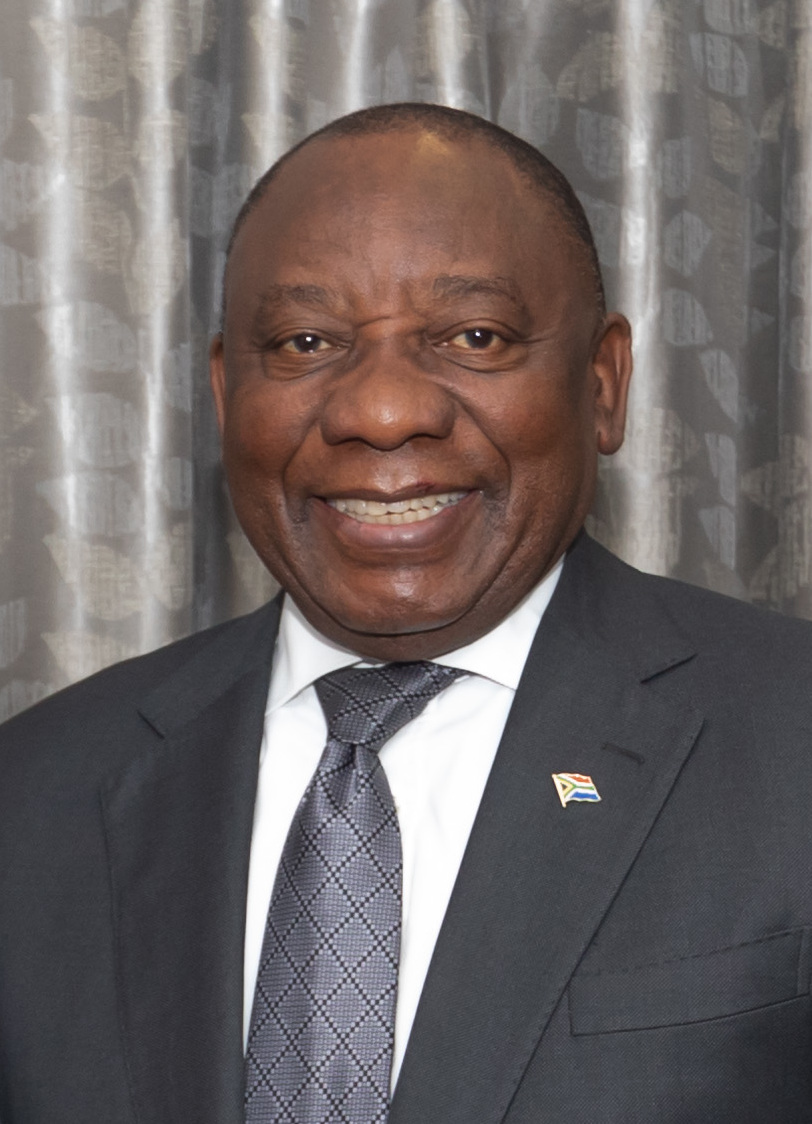
' سيريل رامافوزا، President
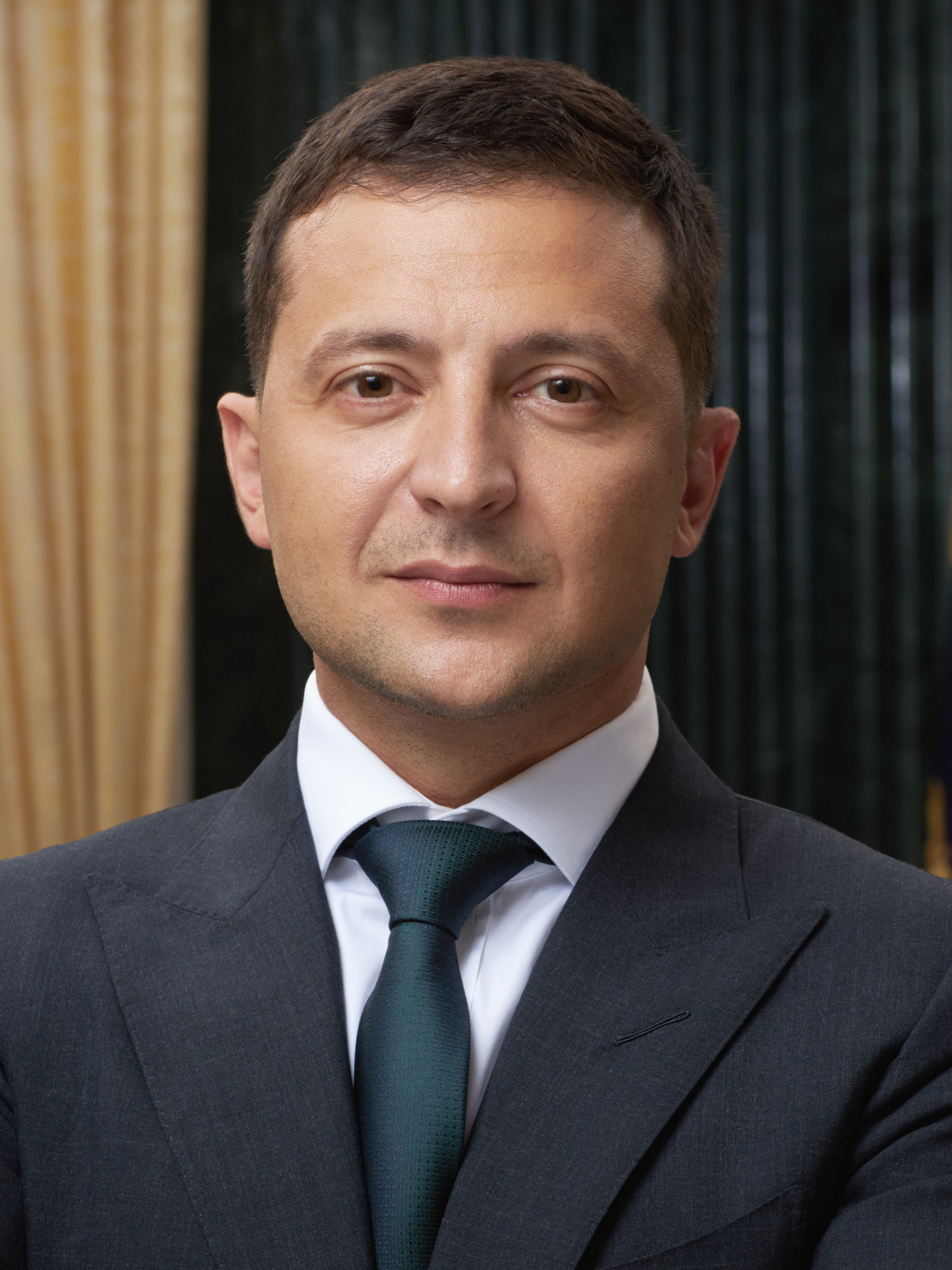
' فولوديمير زيلينسكي، President

- الأرجنتين
ألبرتو فرنانديز، President
- الهند
ناريندرا مودي، Prime Minister
- إندونيسيا
جوكو ويدودو، President
- السنغال
ماكي سال، قائمة رؤساء السنغال
- جنوب إفريقيا
سيريل رامافوزا، President
- أوكرانيا
فولوديمير زيلينسكي، President

## جدول أعمال
تمت مناقشة بنود جدول الأعمال التالية.
| اليوم         | الاحداث |
| ------------- | --- |
| 26 يونيو 2022 | - الاقتصاد العالمي - شراكات للبنية التحتية والاستثمار - السياسة الخارجية والأمنية |
| 27 يونيو 2022 | - مع الرئيس الأوكراني فولوديمير زيلينسكي (كلمة عبر تقنية الفيديو الافتراضي): صدر البيان الخاص بدعم أوكرانيا. - "الاستثمار في مستقبل أفضل" في مجالات المناخ والطاقة والصحة مع الدول الشريكة لمجموعة السبعة والمنظمات الدولية: ملخص رئيس مجموعة السبع بشأن تسريع الانتقال النظيف والعادل نحو الحياد المناخي والبيان الخاص climate club [klimaklub] صدرت. - الأمن الغذائي العالمي، والمساواة بين الجنسين مع الدول الشريكة لمجموعة السبعة والمنظمات الدولية مع ضيوف التوعية: أعدت اليابان خطة لتوفير حوالي 200 مليون دولار للمساعدة في معالجة أزمة الغذاء العالمية وسط غزو روسيا المستمر لأوكرانيا. تم إصدار البيان الخاص بالأمن الغذائي العالمي. |
| 28 يونيو 2022 | - النظام متعدد الأطراف والرقمي - التحضير لقمة بالي 2022 G20 صدر بيان قادة مجموعة السبع بعد اجتماعات القمة. |

## الأحداث التي أدت إلى القمة
في 19 فبراير 2022، عُقد اجتماع وزراء خارجية مجموعة السبع بمشاركة وزير خارجية أوكرانيا، وأصدر بيانًا بشأن روسيا وأوكرانيا. وفي مارس 2022، وافق وزراء خارجية مجموعة السبع على فرض عقوبات قاسية على روسيا إذا لم يتوقف هجومها على أوكرانيا، وطالبوا على وجه الخصوص موسكو بوقف الهجمات في محيط محطات الطاقة النووية. دعا المستشار الألماني أولاف شولتز قادة مجموعة السبع إلى قمة في 24 مارس 2022 في بروكسل في بلجيكا. وكان الاجتماع جزءا لا يتجزأ من قمة الناتو والمجلس الأوروبي. حذر زعماء العالم من أنه إذا استخدمت روسيا أسلحة كيماوية أو نووية فسيضطرون للرد.
في 7 أبريل 2022، عُقد اجتماع وزراء خارجية مجموعة السبع في بروكسل لمناقشة الوضع في أوكرانيا، وأصدروا بيانهم الذي أكدوا فيه أنهم سيتخذون إجراءات إضافية ضد روسيا حتى توقف البلاد غزوها لأوكرانيا. وفي اليوم نفسه، أصدر قادة مجموعة السبع بيانًا وسط دعوات متزايدة لمحاسبة روسيا على قتل المدنيين. وفي 19 أبريل 2022، التقى القادة وناقشوا في مؤتمر بالفيديو جهودهم المنسقة لفرض تكاليف اقتصادية باهظة لمحاسبة روسيا.
في 8 مايو 2022، ناقش القادة في مؤتمر عبر الفيديو، وأصدروا بيانًا مشتركًا قالوا إنهم سيعززون العزلة الاقتصادية لروسيا. بعد لقاء تقريبًا مع الرئيس الأوكراني فولوديمير زيلينسكي، التزموا بالتخلص التدريجي من الاعتماد على الطاقة الروسية. وفي 9 مايو 2022، أدلى وزراء خارجية مجموعة السبع والممثل الأعلى للاتحاد الأوروبي ببيان حول عملية الاختيار لانتخابات الرئيس التنفيذي لهونج كونج لعام 2022. في 14 مايو 2022، أصدروا بيانًا آخر بشأن الحرب الروسية ضد أوكرانيا، وضغطوا على الصين لممارسة ضغوط حقيقية على روسيا.

## قائمة المراجع
1. ↑  "International Bureau". www.internationales-buero.de. مؤرشف من الأصل في 2022-06-01. اطلع عليه بتاريخ 2021-07-10.
2. ↑  "Germany's Merkel hopes for G7 infrastructure plans in 2022". Reuters. 13 يونيو 2021. مؤرشف من الأصل في 2022-05-27. اطلع عليه بتاريخ 2021-07-10.
3. ↑  "Federal Government: G7 Summit to be held at Schloss Elmau in 2022". Website of the Federal Government (بالإنجليزية). Archived from the original on 2022-06-27. Retrieved 2022-01-15.
4. 1 2 3 4 5  DW | News (24 مايو 2022). "German Chancellor Olaf Scholz: 'The world will have a lot of very influential countries in the next decades'". Deutsche Welle. مؤرشف من الأصل في 2022-06-30. اطلع عليه بتاريخ 2022-05-24.
5. ↑  Rosemberg, Jaime (24 May 2022). "La Argentina fue invitada por Alemania a la próxima cumbre del G7". La Nación (بالإسبانية). Archived from the original on 2022-06-26. Retrieved 2022-05-24.
6. ↑  Guy Chazan (3 مايو 2022). "Modi invited to G7 summit as west seeks to weaken New Delhi's Russian ties". فاينانشال تايمز. مؤرشف من الأصل في 2022-06-23. اطلع عليه بتاريخ 2022-05-08.
7. ↑  David Hutt (5 مايو 2022). "Can Indonesia and Germany build ties ahead of major summits?". DW News. مؤرشف من الأصل في 2022-06-07. اطلع عليه بتاريخ 2022-05-08.
8. ↑  Andreas Rinke؛ Sarah Marsh (23 مايو 2022). "Germany is keen to pursue gas projects with Senegal, says Scholz on first African tour". رويترز. مؤرشف من الأصل في 2022-06-24. اطلع عليه بتاريخ 2022-05-27.
9. ↑  Andreas Rinke (24 مايو 2022). "S.Africa's Ramaphosa: Russia sanctions hurt "bystander" countries". رويترز. مؤرشف من الأصل في 2022-06-28. اطلع عليه بتاريخ 2022-05-28.
10. ↑  "Volodymyr Zelenskyy outlined the main directions of cooperation between Ukraine and the G7 during the online participation in the Summit of G7 leaders". مكتب رئيس أوكرانيا. 27 يونيو 2022. مؤرشف من الأصل في 2022-06-30. اطلع عليه بتاريخ 2022-06-27.
11. ↑  "G7 Gender Equality Advisory Council has started its work". The Press and Information Office of the Federal Government, Germany. 27 يونيو 2022. مؤرشف من الأصل في 2022-06-28. اطلع عليه بتاريخ 2022-06-27.
12. ↑  "IEA Executive Director addresses world leaders at G7 Summit in Germany". الوكالة الدولية للطاقة. 27 يونيو 2022. مؤرشف من الأصل في 2022-07-01. اطلع عليه بتاريخ 2022-06-28.
13. ↑  "ILO Director-General warns G7 Summit on great divergence". منظمة العمل الدولية. 27 يونيو 2022. مؤرشف من الأصل في 2022-06-29. اطلع عليه بتاريخ 2022-06-29.
14. ↑  "Highlights of the noon briefing by Stéphane Dujarric". الأمم المتحدة. 27 يونيو 2022. مؤرشف من الأصل في 2022-06-28. اطلع عليه بتاريخ 2022-06-28.
15. ↑  "Policy priorities for Germany's G7 Presidency in 2022" (PDF). منظمة الصحة العالمية. 22 يونيو 2022. مؤرشف من الأصل (PDF) في 2022-07-05. اطلع عليه بتاريخ 2022-06-28.
16. ↑  "2022 Elmau Summit Agenda". G7 Research Group, جامعة تورنتو. 26 يونيو 2022. مؤرشف من الأصل في 2022-06-28. اطلع عليه بتاريخ 2022-06-27.
17. ↑  "G7 Statement on Support for Ukraine" (PDF). The Press and Information Office of the Federal Government, Germany. 27 يونيو 2022. مؤرشف من الأصل (PDF) في 2022-06-30. اطلع عليه بتاريخ 2022-06-27.
18. ↑  "Annex to G7 Statement on Support for Ukraine" (PDF). The Press and Information Office of the Federal Government, Germany. 27 يونيو 2022. مؤرشف من الأصل (PDF) في 2022-06-28. اطلع عليه بتاريخ 2022-06-27.
19. ↑  Angelo Amante؛ Matthias Williams (27 يونيو 2022). "G7: we will stand with Ukraine 'for as long as it takes'". رويترز. مؤرشف من الأصل في 2022-06-28. اطلع عليه بتاريخ 2022-06-27.
20. ↑  "G7 Chair's Summary: Joining Forces to Accelerate Clean and Just Transition towards Climate Neutrality" (PDF). The Press and Information Office of the Federal Government, Germany. 27 يونيو 2022. مؤرشف من الأصل (PDF) في 2022-06-27. اطلع عليه بتاريخ 2022-06-27.
21. ↑  "G7 Statement on Climate Club" (PDF). The Press and Information Office of the Federal Government, Germany. 28 يونيو 2022. مؤرشف من الأصل (PDF) في 2022-06-30. اطلع عليه بتاريخ 2022-06-28.
22. ↑  "Kishida to pledge $200 mil. to help address global food crisis". هيئة الإذاعة اليابانية World-Japan. 27 يونيو 2022. مؤرشف من الأصل في 2022-06-27. اطلع عليه بتاريخ 2022-06-28.
23. ↑  "G7 Statement on Global Food Security" (PDF). The Press and Information Office of the Federal Government, Germany. 28 يونيو 2022. مؤرشف من الأصل (PDF) في 2022-06-28. اطلع عليه بتاريخ 2022-06-28.
24. ↑  "G7 Leaders' Communiqué – Executive Summary" (PDF). The Press and Information Office of the Federal Government, Germany. 28 يونيو 2022. مؤرشف من الأصل (PDF) في 2022-06-28. اطلع عليه بتاريخ 2022-06-28.
25. ↑  "G7 Leaders' Communiqué" (PDF). The Press and Information Office of the Federal Government, Germany. 28 يونيو 2022. مؤرشف من الأصل (PDF) في 2022-06-30. اطلع عليه بتاريخ 2022-06-28.
26. ↑  "G7 Foreign Ministers' Meeting". Ministry of Foreign Affairs, Japan. 19 فبراير 2022. مؤرشف من الأصل في 2022-04-21. اطلع عليه بتاريخ 2022-03-25.
27. ↑  "G7 Foreign Ministers' Statement on Russia and Ukraine". EEAS. 19 فبراير 2022. مؤرشف من الأصل في 2022-03-23. اطلع عليه بتاريخ 2022-03-25.
28. ↑  "G7 Foreign Ministers' Meeting Statement of 04.03.2022". EEAS. 4 مارس 2022. مؤرشف من الأصل في 2022-07-06. اطلع عليه بتاريخ 2022-03-24.
29. ↑  "G7 to slap tougher sanctions on Russia if attack on Ukraine continues". اليابان تايمز. 5 مارس 2022. مؤرشف من الأصل في 2022-05-31. اطلع عليه بتاريخ 2022-03-21.
30. ↑  "Germany's Scholz invites G7 leaders to summit next Thursday". يورونيوز. 19 مارس 2022. مؤرشف من الأصل في 2022-06-28. اطلع عليه بتاريخ 2022-03-21.
31. ↑  "Kishida to attend G7 summit in Brussels as world powers discuss Ukraine crisis". اليابان تايمز. 19 مارس 2022. مؤرشف من الأصل في 2022-05-31. اطلع عليه بتاريخ 2022-03-21.
32. ↑  "G7 Leaders' Statement". البيت الأبيض. 24 مارس 2022. مؤرشف من الأصل في 2022-06-07. اطلع عليه بتاريخ 2022-03-25.
33. ↑  "Ukraine daily roundup: World leaders show united front at major summits". بي بي سي. 24 مارس 2022. مؤرشف من الأصل في 2022-06-04. اطلع عليه بتاريخ 2022-03-25.
34. ↑  "Statement of the G7 Foreign Ministers 07.04.2022" (PDF). G7. 7 أبريل 2022. مؤرشف من الأصل (PDF) في 2022-06-13. اطلع عليه بتاريخ 2022-04-07.
35. ↑  "G7 foreign ministers agree to take additional measures against Russia". هيئة الإذاعة اليابانية. 7 أبريل 2022. مؤرشف من الأصل في 2022-05-02. اطلع عليه بتاريخ 2022-04-07.
36. ↑  "G7 Leaders' Statement – Berlin, 7 April 2022" (PDF). G7. 7 أبريل 2022. مؤرشف من الأصل (PDF) في 2022-04-11. اطلع عليه بتاريخ 2022-04-08.
37. ↑  "G7 to ban Russian coal imports". هيئة الإذاعة اليابانية. 7 أبريل 2022. مؤرشف من الأصل في 2022-04-21. اطلع عليه بتاريخ 2022-04-08.
38. ↑  "Readout of the President's Call with Allies and Partners". البيت الأبيض. 19 أبريل 2022. مؤرشف من الأصل في 2022-06-20. اطلع عليه بتاريخ 2022-04-19.
39. ↑  "U.S., Japan, EU affirm swift aid to Ukraine as assault in east starts". Japan Today. 19 أبريل 2022. مؤرشف من الأصل في 2022-05-31. اطلع عليه بتاريخ 2022-04-19.
40. ↑  "G7 Leaders' Statement – Berlin, 8 May 2022" (PDF). G7. 8 مايو 2022. مؤرشف من الأصل (PDF) في 2022-06-05. اطلع عليه بتاريخ 2022-05-08.
41. ↑  "G7 leaders pledge further economic isolation of Russia". رويترز. 8 مايو 2022. مؤرشف من الأصل في 2022-06-05. اطلع عليه بتاريخ 2022-05-08.
42. ↑  "Hong Kong Chief Executive selection, May 2022: G7 foreign ministers' statement". gov.uk. 9 مايو 2022. مؤرشف من الأصل في 2022-06-11. اطلع عليه بتاريخ 2022-05-15.
43. ↑  "G-7 voices "grave concern" over process of selecting Hong Kong chief". Kyodo News. 9 مايو 2022. مؤرشف من الأصل في 2022-07-01. اطلع عليه بتاريخ 2022-05-15.
44. ↑  "G7 Foreign Ministers: Statement on Russia's war against Ukraine" (PDF). G7. 14 مايو 2022. مؤرشف من الأصل (PDF) في 2022-05-18. اطلع عليه بتاريخ 2022-05-15.
45. ↑  "G7 presses China to put real pressure on Putin". بوليتيكو. 14 مايو 2022. مؤرشف من الأصل في 2022-06-17. اطلع عليه بتاريخ 2022-05-15.

## روابط خارجية
- الموقع الرسمي
- موقع الاحتجاجات على القمة